# Attentato alla moschea di Quebec City
L'attacco alla moschea di Quebec City è stato un attacco da parte di un uomo armato avvenuto la sera del 29 gennaio 2017, presso il Centro culturale islamico di Quebec City, una moschea situata nel quartiere Sainte-Foy di Quebec City, in Canada. Sei fedeli sono stati uccisi, mentre altri cinque sono stati gravemente feriti dopo la preghiera serale. L'uomo armato è entrato nella sala di preghiera poco prima delle 20:00 e ha aperto il fuoco per circa due minuti con una pistola Glock da 9 mm. Secondo quanto riferito, erano presenti circa 40 persone al momento della sparatoria.
L'autore del reato, il 27enne Alexandre Bissonnette, si è dichiarato colpevole di sei capi di imputazione di omicidio di primo grado e cinque capi di imputazione di tentato omicidio. L'8 febbraio 2019 Bissonnette è stato condannato all'ergastolo, senza possibilità di libertà condizionale per 40 anni. In appello, la Corte d'appello del Quebec ha ritenuto che 40 anni senza condizionale fossero una punizione incostituzionalmente crudele e insolita, adattando la pena all'ergastolo senza possibilità di libertà condizionale per 25 anni.
La sparatoria ha suscitato un'ampia discussione sull'islamofobia, sul razzismo e sul terrorismo di destra in Canada. Il primo ministro Justin Trudeau definì la sparatoria un attacco terroristico, ma Bissonnette non fu accusato di terrorismo secondo le disposizioni del codice penale. La decisione di non accusare Bissonnette di terrorismo è stata criticata dai gruppi musulmani canadesi.